# Hawłowice
Hawłowice – wieś w województwie podkarpackim, w powiecie jarosławskim, w gminie Pruchnik.
| SIMC    | Nazwa                | Rodzaj    |
| ------- | -------------------- | --------- |
| 0608049 | Hawłowice Dolne      | część wsi |
| 0608055 | Hawłowice Górne      | część wsi |
| 1042414 | Parcelacja Hawłowska | część wsi |

W latach 1975–1998 miejscowość administracyjnie należała do województwa przemyskiego.
Miejsce urodzenia polskiego duchownego, biskupa ełckiego – Jerzego Mazura.
Na przeł. XVI/XVII w. ośrodek działalności braci polskich.

## Zabytki[6]
- Hawłowice 
  - Cerkiew greckokatolicka pw. Wniebowstąpienia Pańskiego, obecnie kościół rzymskokatolicki z 1683, 1863 (nr rej.: A-438 z 1.12.1986)
- Hawłowice Dolne
  - zespół dworski, z I poł. XIX w. (nr rej.: A-182 z 6.01.1987)
  - park z I poł. XIX w. (nr rej.: 32-Zp z 28.02.1949)
- Hawłowice Górne
  - Pozostałości wieży mieszkalno-obronnej z XVI wieku (zwanej lamusem lub zborem). We wnętrzu relikty dekoracji malarskiej z lat 1530-1576 z herbem Tarnawa[7]. Podłoga i parapety wyłożone ceglanymi płytami[7]. Budynek pierwotnie był zapewne dworem wieżowym o dwóch kondygnacjach nadziemnych, a komunikacja pionowa mogła odbywać się za pomocą zewnętrznych schodów z drewna. Obiekt posiada sklepione piwnice z zachowanymi otworami kominowymi i tamże zachował się kamienny, renesansowy portal. Budowę wieży przypisuje się Stanisławowi lub Piotrowi Broniewskiemu, który miał być właścicielem Hawłowic Górnych w latach 1583-1614. Budynek obniżono przypuszczalnie w XVIII wieku i zaczął pełnić funkcje gospodarcze. Wbrew obiegowej opinii obiekt nigdy nie był zbiorem ariańskim[8]. W 1940 roku zburzono przylegające do budynku aneksy, a w ich miejsce dobudowano absydę[8] W 2022 roku we wnętrzu umieszczono zrekonstruowany renesansowy piec (nr rej.: A-173 z 6.01.1987);
  - pozostałości dworu z około 1730 roku, przebudowanego w stylu klasycystycznym pomiędzy latami 1824-1852 z inicjatywy Edwarda Zakliki. Po 1956 roku częściowo zburzony. Pozostałości dworu zwrócono potomkom dawnych właścicieli w 2002 roku[8].
  - park z pocz. XIX w. (nr rej.: 21-Zp z 28.02.1949)